# زندان الرشید
زندان الرشید در شهر بغداد در عراق واقع شده‌است.
این زندان در شمال شرقی شهر بغداد و در منطقه اعظمیه (به عربی: ألأعظمية) قرار دارد.
این زندان محل نگهداری مخالفان صدام بوده‌است.

## افراد زندانی شده در این زندان
بسیاری از اسرای ایرانی که به صورت مخفی در عراق زندانی شده بودند در این زندان نگهداری می‌شدند از جمله:
- معصومه آباد